# Jim Lee
Jim Lee est un dessinateur de comics coréano-américain né le 11 août 1964 à Séoul, en Corée du Sud, connu pour son style détaillé et dynamique. Il est aujourd'hui un des dessinateurs de comics contemporains les plus populaires.
Au début des années 1990, Lee devient une star dans son domaine pour son travail sur les X-Men de Marvel. Plus tard, il fonde les productions Wildstorm, filiale d'Image Comics, et rencontre le succès avec des séries comme WildC.A.T.s et Gen 13 vendues à des millions d'exemplaires chaque mois. Actuellement, Jim Lee réalise les dessins de deux super-héros classiques de DC Comics, Batman et Superman, avec un grand succès. 

## Biographie
Jim Lee naît à Séoul, en Corée du Sud puis grandit aux États-Unis. Il entre à l'université de Princeton et sort diplômé en psychologie en 1986, souhaitant devenir docteur en médecine. Mais finalement, il décide de poursuivre sa carrière dans l'illustration de comics.
Après avoir fait de l'encrage pour un petit éditeur indépendant, Lee rencontre le succès en tant que dessinateur chez Marvel Comics. Ses premiers travaux incluent Alpha Flight et Punisher War Journal. 
En 1989, il succède à Marc Silvestri sur la série Uncanny X-Men et en devient responsable après le départ du scénariste Chris Claremont en 1990. Pendant cette période, il rencontre l'encreur Scott Williams, avec lequel il fait longtemps équipe.
Les dessins de Lee rencontrent rapidement une grande popularité chez les fans, ce qui lui donne une plus grande liberté créative. En 1991, il coscénarise avec Chris Claremont la série Uncanny X-Men tout en illustrant une autre série appelé simplement X-Men, le scénario étant coécrit avec Chris Claremont. Lee créé des nouveaux uniformes pour certains personnages comme Cyclope, Gambit, Jean Grey, Malicia, Psylocke et Tornade, que toute une génération de lecteurs associent désormais aux personnages. Le numéro 1 de la nouvelle série X-Men est toujours le comics le plus vendu de tous les temps avec 8 millions d'exemplaires. Ce chiffre est atteint en comptant les nombreuses versions avec des illustrations de couvertures différentes réalisées par Jim Lee (provoquant des achats multiples par les fans et les spéculateurs).
Lee est toutefois un personnage critiqué. Chris Claremont trouve très difficile de travailler avec lui, car leurs visions créatives des personnages et de leurs histoires divergeaient. Le futur des X-Men reste alors incertain jusqu'à ce que le responsable de Marvel, Bob Harras, se range du côté de Lee, provoquant le départ de Claremont après le numéro 3. Malgré cela, Claremont et Lee travailleront à nouveau ensemble sur divers projets Image et Wildstorm.
En 1992, Lee est l'un des sept artistes à partir de chez Marvel pour former Image Comics (les autres étant Marc Silvestri, Rob Liefeld, Erik Larsen, Jim Valentino, Todd McFarlane et Whilce Portacio). La production de Lee est labellisée Wildstorm Productions, et comporte des titres comme Gen 13, Stormwatch et WildC.A.T.s (adaptée en dessin-animé). Ces séries sont critiquées par certains car elles privilégient le dessin au détriment du scénario. Elles se vendent pourtant très bien et dépassent souvent le million d'exemplaires par mois.
Lee et Liefeld retournent chez Marvel en 1996 pour relancer des personnages classiques : Liefeld travaille sur Captain America et les Vengeurs et Lee écrit pour Iron Man et illustre Les Quatre Fantastiques. Si les ventes grimpent très vite, les réactions des fans sont plutôt mitigées.
Peu de temps après, il travailla sur une mini-série originale appelée Divine Right : The Adventures of Max Faraday, dans laquelle un internaute télécharge les secrets de l'univers et se voit propulsé dans un monde fantastique. Wildstorm casse alors avec les stéréotypes associés à Image comics en publiant les séries The Authority et Planetary, donnant une profondeur et une mythologie à l'univers Wildstorm, grâce au scénariste anglais Warren Ellis. En publiant ensuite les America's Best Comics d'Alan Moore, ils ramenèrent cet auteur indépendant sur le devant de la scène après des titres comme From Hell, Brought to Light et Lost Girls. Ce fut en grande partie dû au respect de Moore pour Lee, sur un plan professionnel et gentleman à la fois.
Fin 1998, Lee quitta Image Comics, vendant Wildstorm à DC Comics. Sa carrière d'éditeur mettait un frein à sa carrière d'artiste, et il souhaitait retrouver ses racines. En 2003 il travailla sur Batman avec le scénariste Jeph Loeb, et en 2004 sur Superman avec Brian Azzarello.
En 2005 il lance sous le nouveau label All-Star de DC, la série Batman and Robin, The Boy Wonder, scénarisée par Frank Miller, mettant en scène la formation de Robin par Batman.
Lee continue de diriger la société qu'il fonda, lançant de nouveaux artistes comme J. Scott Campbell et Travis Charest. 
Lee a fourni des illustrations pour le livret de l'album Leave This Town de Daughtry en 2009. En février 2006, il a été annoncé que Lee serait impliqué dans l'art conceptuel du jeu en ligne DC Comics DC Universe Online. En 2008, Lee a été nommé Directeur exécutif de la création du prochain jeu, qui à l'époque devait sortir en 2009. En février 2010, Lee et Dan DiDio ont été nommés co-éditeurs de DC Comics par Diane Nelson, présidente de DC Entertainment.Selon Lee, cela n'indiquait pas un autre éloignement du côté créatif de la bande dessinée, car ses fonctions de coédition lui accordaient une plus grande implication créative dans toute la gamme DC et lui permettaient d'illustrer des titres. DC a annoncé qu'ils mettaient fin à l'empreinte WildStorm en septembre 2010.
En septembre 2011, DC Comics a lancé une initiative appelée The New 52, dans laquelle l'éditeur a annulé tous ses titres de super-héros et relancé 52 nouvelles séries avec les numéros 1, effaçant la majeure partie de la continuité alors actuelle. Lee et l'écrivain Geoff Johns, directeur de la création de DC Comics, ont été les architectes de la relance, qui a été initiée avec une nouvelle série Justice League, écrite et illustrée respectivement par Johns et Lee.Le premier arc narratif de la série était une nouvelle origine de la Justice League, qui décrivait le retour des principaux super-héros de DC dans l'équipe. L'illustration de Lee pour la couverture du numéro 12 a attiré l'attention des médias pour sa représentation de Superman et Wonder Woman dans une étreinte passionnée,une interprétation qui, selon Lee, a été inspirée par la peinture de Gustav Klimt Le Baiser et la photographie d'Alfred Eisenstaedt de 1945 V-J Day à Times Square. En juillet 2012, dans le cadre du Comic-Con de San Diego, Lee et Dan DiDio ont participé à la production de "Proportions héroïques", un épisode de la série de concours de télé-réalité Syfy Face Off, dans lequel des maquilleurs d'effets spéciaux s'affrontent pour créer le meilleur maquillage selon le thème de chaque épisode. Lee et DiDio ont présenté aux candidats le défi de cet épisode, créer un nouveau super-héros, avec six artistes de DC Comics sur place pour les aider à développer leurs idées. Le personnage de l'entrée gagnante, Infernal Core d'Anthony Kosar, a été présenté dans Justice League Dark #16 (mars 2013), qui a été publié le 30 janvier 2013.L'épisode a été créé le 22 janvier 2013, en tant que deuxième épisode de la quatrième saison. En octobre 2012, DC Entertainment et Kia Motors America ont conclu un partenariat au profit de We Can Be Heroes, une campagne consacrée à la lutte contre la faim dans la Corne de l'Afrique. La campagne implique la création de huit véhicules inspirés de la Ligue de Justice, sur les dessins desquels Lee a collaboré. Chaque véhicule est lié thématiquement à un membre de la Justice League, dont le premier était une Kia Optima sur le thème de Batman. Une version sur le thème de Superman inspirée de l'art de Lee a suivi en février 2013.